# Владислав Неведничи
Владислав Неведничи (на руски: Владислав Неведничий) е румънски шахматист, международен гросмайстор.

## Шахматна кариера
През юли 2002 г. спечелва международен открит турнир в Ла Фер с резултат 7,5 точки от 9 възможни.
През май 2003 г. спечелва купата на Сърбия и Черна гора с отбора на „Новосадски шахматен клуб“. През ноември заема 1 – 2 м. на гросмайсторския турнир за „Купа Пакш“ с резултат 7 точки от 9 възможни.
През август 2004 г. спечелва 9-ото издание на международния открит турнир в Креон с резултат 7,5 точки от 9 възможни. През декември завършва на второ място на открит турнир в Задар с резултат 7 точки от 9 възможни.
През април 2005 г. спечелва открит турнир в Галац, който е част от румънското Гран при по шахмат. След последния кръг заема 1 – 2 м. с Мариус Манолаче, но Неведничи е обявен за краен победител с резултат 7 точки от 9 възможни. През май заема 2 – 3 м. с Хървое Стевич на открит турнир в Дяково с резултат 6,5 точки от 9 възможни.
През март 2006 г. спечелва „Мемориал Pius Brinzeu“ в Тимишоара с резултат 7 точки от 9 възможни. След последния кръг заема 1 – 2 м. с Константин Лупулеску, но Неведничи е обявен за краен победител.
През октомври 2007 г. спечелва румънската суперлига с клуб „AEM-Luxten“ (Тимишоара). Същата година участва в световната купа на ФИДЕ, където е отстранен във втория кръг от Лоран Фресине с 1,5 – 0,5 точки.
През март 2008 г. става шампион на Румъния. След последния кръг заема 1 – 5 м. с резултат 7 точки от 9 възможни, но впоследствие е обявен за краен победител.